# George Miéville Simond
George Miéville Simond (* 23. Januar 1867 in London; † 9. April 1941 in Monte Carlo) war ein englischer Tennisspieler.

## Leben
Simond kam 1867 im Londoner Stadtteil Marylebone zur Welt. Der Vater von Simond war ein aus der Schweiz stammender Banker. Dessen Profession folgte George und wurde Rechnungsmakler. Drei seiner Brüder Charles, Septimus und Amadee Simond, der mit 36 Jahren starb, waren ebenfalls Tennisspieler. Ersterer gab in 1894 sein Debüt beim prestigeträchtigen Rasenturnier.
Von 1894 bis 1896 sowie 1898 und 1901 erreichte George Simond bei den Wimbledon Championships mit dem Viertelfinale sein bestes Resultat. Im Doppel stand er mit Herbert Roper Barrett 1901 sowie mit Clement Cazalet im Jahr 1906 jeweils im Halbfinale.
Bei den Olympischen Spielen 1908 in London gewann er an der Seite von George Caridia die Silbermedaille im Hallendoppelwettbewerb, als sie im Finale Barrett und Arthur Gore in vier Sätzen unterlagen. In der Halle stand Simond zudem zweimal im Finale der British Covered Court Championships. Außerdem gewann er zweimal, 1901 und 1902, die Französischen Tennis-Hallenmeisterschaften. 1905 war sein erfolgreichstes Jahr, da er in dem Jahr das Swiss International, das Lyon Indoor und die Middlesex Championships gewann.
Er starb 1941 in seinem Haus in Monte Carlo.